# Beierolpium rossi
Beierolpium rossi es una especie de arácnido del orden Pseudoscorpionida de la familia Olpiidae.

## Distribución geográfica
Se encuentra en Tanzania y Kenia.